# Bombardements navals alliés sur le Japon
Guerre du Pacifique,
Seconde Guerre mondiale
Batailles
Batailles et opérations de la guerre du Pacifique

Japon :
- Raid de Doolittle
- Bombardements stratégiques sur le Japon (Tokyo
- Yokosuka
- Kure
- Hiroshima et Nagasaki)
- Raids aériens japonais des îles Mariannes
- Campagne des archipels Ogasawara et Ryūkyū
- Opération Famine
- Bombardements navals alliés sur le Japon
- Baie de Sagami
- Invasion de Sakhaline
- Invasion des îles Kouriles
- Opération Downfall
- Reddition du Japon

Pacifique central :
- Pearl Harbor
- Guam (1941)
- Wake
- Raid sur les îles Gilbert et Marshall
- Opération K
- Midway
- Opération RY
- Campagne des îles Gilbert et Marshall
- Campagne des îles Mariannes et Palaos
- Campagne des archipels Ogasawara et Ryūkyū
- Opération Inmate

Pacifique du sud-ouest :
- Nauru
- Invasion des Philippines (1941-42)
- Invasion des Indes orientales néerlandaises
- Opérations de l'Axe dans les eaux australiennes
- Raids aériens japonais sur l'Australie (1942-43)
- Opération Ke
- Campagne des îles Salomon
- Campagne de Nouvelle-Guinée
- Campagne des Philippines
- Campagne de Bornéo (1945)

Asie du sud-est :
- Invasion de l'Indochine (1940)
- Océan Indien (1940-45)
- Guerre franco-thaïlandaise
- Invasion de la Thaïlande
- Campagne de Malaisie
- Hong Kong
- Singapour
- Campagne de Birmanie
- Opération Kita
- Indochine (1945)
- Détroit de Malacca
- Opération Jurist
- Opération Tiderace
- Opération Zipper
- Bombardements stratégiques (1944-45)

Guerre sino-japonaise
Front d'Europe de l’Ouest
Front d'Europe de l’Est
Bataille de l'Atlantique
Campagnes d'Afrique, du Moyen-Orient et de Méditerranée
Théâtre américain
Pendant les dernières semaines de la Seconde Guerre mondiale, des navires de guerre de l'United States Navy, de la Royal Navy et de la Royal New Zealand Navy bombardèrent plusieurs villes et sites industriels du Japon. Ces bombardements causèrent de lourds dégâts aux usines visées, ainsi qu’aux zones civiles avoisinantes. Les militaires japonais n’essayèrent pas d’attaquer la flotte alliée et aucun des navires de guerre impliqués ne fut endommagé. Plus de 1 700 Japonais furent tués au cours de ces attaques et près de 1 500 blessés.

## Contexte
Pendant la guerre du Pacifique, les croiseurs de bataille de l’US Navy étaient surtout utilisés pour escorter les groupes de porte-avions qui formaient la principale force de frappe de l’United States Pacific Fleet. Ils ont aussi occasionnellement bombardé les positions japonaises près des côtes et combattu les navires de guerre japonais,.
À partir de la mi-1945, les villes et les complexes industriels de l’archipel japonais ont été attaqués continuellement par les bombardiers lourds B-29 Superfortress des United States Army Air Forces basés dans les îles Mariannes. Les attaques par les sous-marins alliés, l’aviation et les navires de surface avaient aussi coupé presque toutes les routes commerciales du pays et les forces opérationnelles aéroportées de l’US Navy avaient effectué des raids sur l’archipel à plusieurs occasions en 1945. Les pénuries de carburant confinaient au port la plupart des navires restants de la Marine impériale japonaise et l’avaient contrainte à garder ses unités aériennes en réserve en vue d’une invasion probable des alliés. Avant la guerre, les militaires japonais affirmaient que l’artillerie côtière n’était plus appropriée à la situation du pays. De ce fait, seul un petit nombre des ports stratégiques étaient protégés par une artillerie capable de combattre des navires de guerre ennemis et la plupart de leurs munitions étaient d’un calibre relativement faible.

## Bombardements

### Première attaque sur Kamaishi
Le 1er juillet 1945, la troisième flotte américaine partit du golfe de Leyte dans les Philippines sous le commandement de l’amiral William F. Halsey pour attaquer les îles du Japon. Les plans de Hasley étaient d’utiliser les cuirassés et les croiseurs pour bombarder les sites militaires et les usines ; afin de préparer ces attaques, les sous-marins de l’US Navy entrèrent dans les eaux territoriales pour détecter les mines marines. Les B-29 Superfortress et les B-24 Liberator des United States Army Air Forces (USAAF) firent aussi des vols de reconnaissance au-dessus d’une grande partie du Japon afin de repérer les aérodromes et les sites qui pourraient être attaqués par la troisième flotte.
La composante principale de la troisième flotte, la Force opérationnelle de porte-avions rapides (TF 38), commandée par le vice-amiral John S. McCain, Sr. commença à frapper les cibles japonaises le 10 juillet. Ce jour-là, des appareils décollant des porte-avions de la force opérationnelle attaquèrent des sites autour de Tokyo. Puis, la TF 38 se dirigea vers le nord et commença des raids sur Hokkaido et le nord de Honshu le 14 juillet. Ces zones étaient hors de portée des bombardiers B-29 Superfortress et n’avaient pas encore été attaquées au cours de la guerre. L’aviation de l’US Navy (USN) rencontra peu d’opposition ; elle coula onze navires de guerre et vingt navires marchands et détruisit vingt-cinq appareils. Huit autres navires de guerre et vingt-et-un navires marchands furent endommagés.

Navires de l’unité opérationnelle 34.8.1 approchant de Kamaishi le 14 juillet 1945

Le premier bombardement allié d’une ville côtière japonaise eut aussi lieu le 14 juillet, en conjonction avec les attaques aériennes sur Hokkaido et le nord de Honshu. Un groupe de bombardement commandé par le contre-amiral John F. Shafroth, appelé unité opérationnelle (Task Unit) 34.8.1 (TU 34.8.1), fut détachée de la TF 38 pour attaquer les aciéries de Kamaishi dans le nord de Honshu. L’unité TU 34.8.1 incluait les cuirassés USS South Dakota, USS Indiana et USS Massachusetts, les croiseurs lourds USS Quincy et USS Chicago, ainsi que neuf destroyers. À cette époque, la ville de Kamaishi avait une population de 40 000 habitants et ses aciéries figuraient parmi les plus importantes du Japon,. Cependant, à cause de la pénurie de coke et d’autres matières premières, les aciéries tournaient alors à moins de la moitié de leur capacité. Des prisonniers de guerre alliés avaient été assignés à la compagnie Nippon Steel et étaient logés dans deux camps à Kamaishi.
L’unité de bombardement ouvrit le feu sur l’aciérie à 12 h 10 d’une distance de 27 km. Les navires s’approchèrent ensuite de la ville, mais sans dépasser la ligne des 100 brasses, car aucun dragueur de mines n’était disponible pour éliminer les mines marines. Le bombardement dura plus de deux heures, pendant lesquelles la force opérationnelle fit six passages devant l’entrée du port de Kamaishi et tira 802 obus de 406 mm, 728 de 203 mm et 825 de 127 mm.
Même si la plupart des obus atterrirent bien sur l’aciérie, le choc dû à leur explosion déclencha des incendies dans toute la ville. La fumée qui en résulta empêcha l’aviation américaine d’aider les navires, qui continuèrent cependant à faire feu avec précision sur les cibles prédéterminées. Ni l’aviation japonaise, ni les canons côtiers ne répondirent au bombardement,. Après l’attaque, l’aviation alliée photographia l’aciérie, mais les experts qui interprétèrent les photographies sous-estimèrent l’étendue des dégâts. C’était l’une des premières utilisations de l’espionnage photographique pour déterminer les dommages causés par un bombardement naval et les observateurs accordèrent trop d’importance au fait qu’aucun bâtiment de l’aciérie n’avait été détruit. Les Alliés apprirent après la guerre que l’aciérie avait en fait subi de lourds dommages et avait dû cesser toute production pendant plusieurs semaines. Le résultat fut une perte de quatre semaines de production de fonte brute et de deux mois et demi de production de coke. Cinq prisonniers de guerre alliés furent aussi tués au cours du bombardement.

### Muroran

Principales attaques air-mer et bombardements des Alliés au Japon en juillet et août 1945

Dans la nuit du 14 au 15 juillet, une autre unité de bombardement — TU 34.8.2 — fut détachée de la TF 38 pour attaquer la ville de Muroran sur la côte sud-est d’Hokkaido. L’unité TU 34.8.2 comprenait les cuirassés USS Iowa, Missouri et Wisconsin, les croiseurs légers USS Atlanta et Dayton ainsi que huit destroyers et était commandée par le contre-amiral Oscar C. Badger II,. L’amiral Halsey accompagnait l’unité à bord du USS Missouri. Les cibles de cette attaque étaient le complexe de la Japan Steel Works et l’aciérie Wanishi. La même nuit, une unité de quatre croiseurs et six destroyers se mit en route vers la côte est de Honshu pour attaquer la flotte japonaise, mais ne put localiser de cibles.
Le bombardement de la TU 34.8.2 commença à l’aube du 15 juillet. Les trois cuirassés tirèrent 860 obus de 406 mm à une distance de 26 à 29 km de la ville. La brume rendait difficile les observations aériennes et le repérage des dégâts causés, et seuls 170 obus atteignirent l’enceinte des deux usines. Néanmoins, ils causèrent des dégâts considérables et la perte de deux mois et demi de production de coke et de plus de deux mois de production de houille. Plus de 200 employés de la Japan Steel Works sont morts lors de l'attaque . Les bâtiments de la ville subirent aussi des dégâts importants. Comme pour le bombardement de Kamaishi, les experts chargés d’interpréter les photographies prises après l’attaque sous-estimèrent l’étendue des dommages,. L’unité TU 34.8.2 aurait été extrêmement vulnérable à une attaque aérienne pendant la période de plus de six heures durant laquelle elle était visible du rivage et l’amiral Halsey écrivit plus tard que ce furent les plus longues heures de sa vie. Le fait que les Japonais n’aient pas attaqué les navires convainquit Hasley qu’ils gardaient leur aviation en réserve en vue d’une invasion alliée du Japon. Le 15 juillet, des appareils décollant des porte-avions de la Task Force 38 (TF 38) frappèrent encore Hokkaido et la partie nord de Honshu et dévastèrent la flotte des navires transportant du charbon entre les deux îles.

### Hitachi
Les attaques sur Hokkaido et la partie septentrionale de Honshu se terminèrent le 15 juillet, et la TF 38 s’éloigna de la côte japonaise pour faire le plein de carburant et rejoindre le gros de la British Pacific Fleet, qui était désignée par l’appellation Task Force 37 (TF 37). Le matin du 17, les porte-avions britanniques et américains attaquèrent des cibles au nord de Tokyo. Plus tard dans la même journée, la TU 34.8.2 et le cuirassé britannique HMS King George V avec ses deux destroyers d’escorte quittèrent les porte-avions pour bombarder des cibles autour de la ville d’Hitachi, située à environ 130 km au nord-est de Tokyo. Cette unité était commandée par le contre-amiral Badger et comprenait les cuirassés Iowa, Missouri, Wisconsin, North Carolina, Alabama et HMS King George V, les croiseurs légers Atlanta et Dayton, ainsi que 8 destroyers américains et 2 britanniques. Le King George V et ses deux escortes faisaient route en arrière de l’unité américaine mais opéraient de manière indépendante,. À nouveau, Halsey accompagna son unité à bord du Missouri.
Le bombardement de la région d’Hitachi eut lieu pendant la nuit du 17 au 18 juillet. La pluie et le brouillard rendaient difficile la localisation des cibles et empêchèrent les appareils chargés de régler l’artillerie de voler, mais une protection aérienne légère de l’unité de bombardement était assurée par les avions embarqués. Les cuirassés alliés ouvrirent le feu à 23 h 10, et visèrent leurs cibles à l’aide de radars et de LORAN. Les attaquants ciblèrent neuf installations industrielles, le King George V étant assigné aux mêmes cibles que les cuirassés américains. Lorsque le bombardement cessa vers 1 h 10, les cuirassés américains avaient tiré 1 238 obus de 406 mm et le cuirassé britannique 267 obus de 356 mm. Les deux croiseurs légers tirèrent également 292 obus de 152 mm sur les radars et les installations électroniques au sud d’Hitachi. Toute l’opération de bombardement fut conduite à une distance de 21 à 32 km,.
Les dommages causés à la région d’Hitachi par le bombardement allié furent limités : seules trois des neuf cibles furent touchées et les dégâts faits à la zone industrielle restèrent légers. Mais l’attaque infligea des dégâts considérables à la zone urbaine et à des services essentiels. Les dommages furent encore accrus par un raid de B-29 sur Hitachi pendant la nuit du 18 au 19 juillet qui détruisit ou endommagea 79 % de la zone urbaine. L’histoire officielle de l’US Navy indique que les Japonais, individuellement, trouvaient le bombardement naval plus terrifiant que l’attaque aérienne.

### Nojima Saki et Shionomisaki
Le 18 juillet, les TFs 37 et 38 menèrent d’autres attaques aériennes dans la région de Tokyo, l’US Navy ayant pour objectif principal de couler le cuirassé japonais Nagato dans la base navale de Yokosuka. La 17e division de croiseurs (CruDiv 17), qui incluaient les croiseurs légers USS Astoria, Pasadena, Springfield et Wilkes-Barre et six destroyers sous le commandement du contre-amiral J. Cary Jones tira 240 obus de 150 mm sur une station radar au cap Nojima pendant environ 5 min mais n’atteignirent pas leur cible,.
Après avoir terminé leurs attaques sur Tokyo, les TF 37 et 38 se firent ravitailler en mer du 21 au 23 juillet avant de bombarder Kure et la mer intérieure du 24 au 28 juillet. Dans la nuit du 24 au 25 juillet, la 17e division CruDiv 17 patrouilla le canal de Kii et bombarda la base navale d’hydravions de Kushimoto, un terrain d’atterrissage près du cap Shionomisaki et une station de radio. Cette attaque dura seulement quatre minutes et fit peu de dégâts,.

### Hamamatsu
Le 29 juillet, un groupe de cuirassés fut détaché de la flotte alliée pour bombarder la ville d’Hamamatsu. Cette unité comprenait les mêmes navires qui avaient attaqué Kamaishi le 14 juillet, ainsi que le HMS King George V et les destroyers HMS Ulysses, Undine et Urania ; les quatre navires britanniques constituaient l’unité opérationnelle Task Unit 37.1.2 (TU 37.1.2). Hamamatsu avait déjà subi des dommages importants causés par des attaques aériennes.
Les navires britanniques et américains agirent de manière indépendante. À 23h19, le King George V ouvrit le feu d’une distance de 18 357 m sur l’usine de la Nippon Gakki Company no  2, fondée par Torakusu Yamaha pour fabriquer des instruments de musique, et qui était alors utilisée pour la fabrication d’hélices d’avions. Le cuirassé tira 265 salves de 360 mm sur l’usine pendant 27 minutes et put s’appuyer sur les avions de repérage car la visibilité était bonne. Mais il causa peu de dégâts aux installations. Le Massachusetts fit feu sur l’usine no 1 mais lui non plus n’atteint que rarement sa cible. Malgré les faibles dommages matériels et physiques, le bombardement provoqua une augmentation de l’absentéisme au travail et interrompit des services vitaux, avec le résultat que l’usine cessa sa production. Les navires américains bombardèrent également l’usine de locomotives des Chemins de Fer du gouvernement impérial à Hamamatsu et trois autres complexes industriels. L’usine de locomotives cessa toute opération pendant à peu près trois mois à la suite des dommages subis, mais deux des autres installations avaient déjà à peu près cessé leurs activités avant l’attaque et la troisième ne subit aucun dommage. Deux ponts sur la Ligne principale Tōkaidō furent aussi bombardés, mais non détruits, même si des dégâts à l’infrastructure ferroviaire de Hamamatsu provoquèrent la fermeture de la ligne pour 66 heures. Pendant le bombardement, Undine ouvrit deux fois le feu sur de petits groupes de navires, quoique probablement de simples bateaux de pêche. Aucun avion japonais, aucune batterie côtière ne répondit à l’attaque des Alliés. Le bombardement de Hamamatsu fut la dernière utilisation d’un cuirassé britannique dans une guerre.

### Shimizu
Le bombardement suivant du Japon eut lieu dans la nuit du 30 au 31 juillet. Le 25e groupe de destroyers (DesRon 25), qui était commandé par le capitaine J.W. Ludewig à bord de l’USS John Rodgers, balaya la baie de Suruga à la recherche de navires japonais à attaquer. Il n’en localisa aucun et à l’aube du 31 juillet, les destroyers s’enfoncèrent dans la baie et tirèrent 1 100 salves d’obus de 127 mm en sept minutes en direction d’une gare de triage et d’une usine d’aluminium dans la ville de Shimizu-ku. L’usine d’aluminium fut touchée, mais elle avait déjà cessé toute production faute de matière première. La gare ne fut pas atteinte,.

### Seconde attaque sur Kamaishi

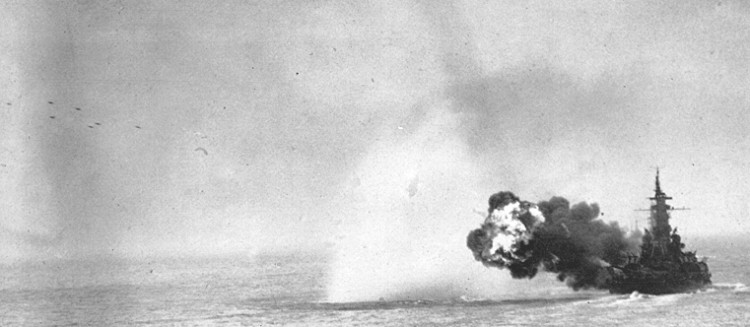
L’USS Massachusetts tirant sur Kamaishi le 9 août 1945

Durant les derniers jours de juillet et le début d’août, la flotte alliée s’éloigna des côtes japonaises afin d’éviter un typhon et de refaire ses stocks de carburant et de munitions. elle navigua ensuite vers le nord, et les 9 et 10 août, l’aviation embarquée attaqua une large concentration d’appareils japonais sur des terrains d’atterrissage dans le nord de Honshu. Les pilotes affirmèrent avoir détruit 720 appareils japonais au cours de l’opération,.
Au cours de ces opérations dans le nord du Japon, Kamaishi fut à nouveau bombardée le 9 août, car les Alliés croyaient à tort que l’aciérie n’avait pas été sérieusement endommagée. TU 34.8.1 conduisit l’attaque, avec les navires qui avaient déjà bombardé la ville en juillet, ainsi qu’avec les croiseurs lourds USS Boston et Saint Paul, le croiseur léger britannique HMS Newfoundland, le croiseur léger de la Royal New Zealand Navy HMNZS Gambia et les destroyers HMS Terpsichore, Termagant et Tenacious,.
Les forces alliées ouvrirent le feu sur l’aciérie et les docks de Kamaishi à 12h54 et le bombardement, à une distance moyenne de 13 km, dura près de deux heures. Les navires passèrent quatre fois devant le port de Kamaishi, tirant 803 obus de 406 mm, 1 383 de 203 mm et 733 de 150 mm. Plusieurs avions japonais approchèrent les navires alliés et deux furent abattus par les avions de chasse alliés. Cette attaque, qui détruisit de larges quantités de houille, causa plus de dommages que celle de juillet,. Les sons du bombardement furent retransmis en direct à la radio américaine par l’intermédiaire d’un relais radio à bord de l’Iowa. Un des camps de prisonniers de Kamaishi fut détruit par l’attaque alliée, causant la mort de 27 prisonniers alliés.
Un bombardement supplémentaire par le King George V, trois croiseurs légers et des destroyers d’escorte était planifié pour le 13 août sur une cible non déterminée. Cette attaque fut annulée à cause de problèmes mécaniques sur le cuirassé et les bombardements atomiques d'Hiroshima et Nagasaki. La flotte alliée cessa les bombardements, le Japon capitulant le 15 août.

### Attaques contre le trafic maritime
Outre les bombardements au sol, des opérations ont lieu contre le trafic maritime le long des côtes. L’attaque décisive fut lancée les 14 et 15 juillet 1945, où la troisième flotte attaqua la navigation côtière dans la région nord de Hondo et à Yeso. En deux jours 140 bâtiments totalisant 71 000 tonnes, furent coulés ; 293 autres, totalisant 88 000 tonnes, endommagés.

## Le bilan des bombardements

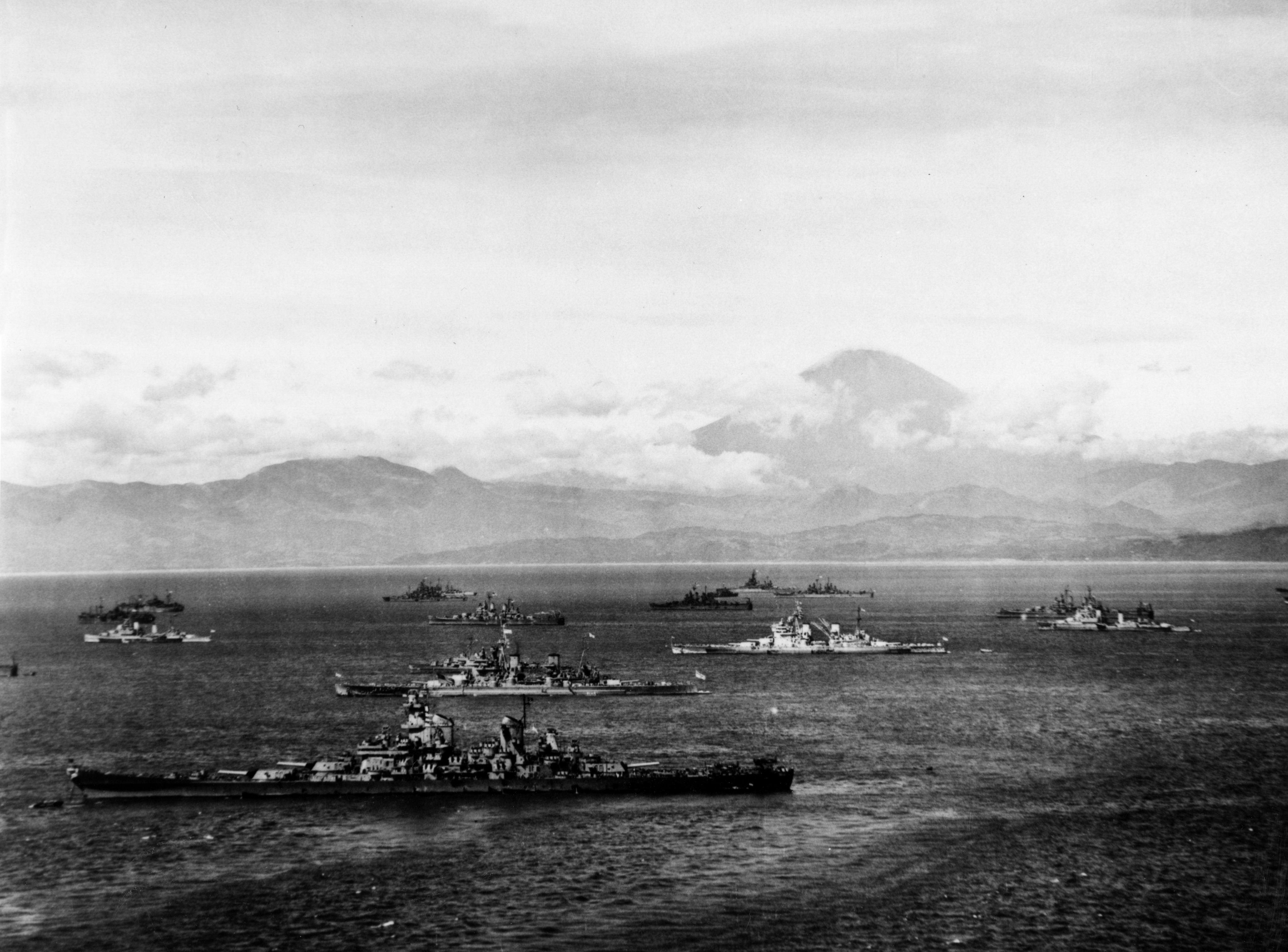
Cuirassés USS Missouri, HMS Duke of York, HMS King George V, et USS Colorado et d’autres cuirassés alliés dans la baie de Sagami le 28 août 1945

Les bombardements navals alliés réussirent à perturber sérieusement l’industrie japonaise de l’acier. Même si plusieurs usines fonctionnaient déjà à régime réduit, les importantes aciéries de Kamaishi et Wanishi subirent de lourds dégâts lorsqu’elles furent bombardées en juillet et août. Pendant ces attaques, l’artillerie alliée fut assez précise pour atteindre les batteries de fours à coke, qui étaient cruciales pour la production. Des évaluations faites après la guerre déterminèrent cependant que le dommage causé aux constructions industrielles par les obus navals de 406 mm était moindre que celui qui aurait pu être infligé par les bombes de 910 kg et de 450 kg utilisées par l’aviation navale. Même si cela confirmait l’opinion du vice-amiral McCain — à savoir que les avions chargés de la protection des unités de bombardement auraient pu provoquer plus de dégâts que les navires eux-mêmes — le rapport de l’United States Strategic Bombing Survey concluait que l’usage des bombardements navals était néanmoins approprié à cause du peu de risque couru par les navires impliqués.
Les bombardements eurent aussi un impact important sur le moral des Japonais. Plusieurs des complexes industriels qui avaient été attaqués, mais n’avaient souffert que des dégâts minimes, subirent une perte significative dans leur production, à cause de l’absentéisme et d’une productivité réduite (dans deux des usines bombardées, cependant, il a été rapporté que le moral des ouvriers s’était amélioré). Les civils japonais qui avaient expérimenté à la fois un bombardement aérien et un bombardement naval trouvaient les attaques navales plus terrifiantes à cause de leur imprévisibilité et de leur plus longue durée. L’apparition des cuirassés alliés près de la côte convainquit en fait de nombreux Japonais que la guerre était perdue. En 1949, l’Agence de stabilisation économique japonaise calcula que les bombardements navals des Alliés et les autres formes d’attaques avaient causé 3 282 victimes, représentant 0,5 % de toutes les victimes faites par les Alliés dans l’archipel nippon. Outre 1 739 morts, il y eut parmi les victimes 46 disparus et 1 497 blessés.